# Pierre Grosfils-Gérard

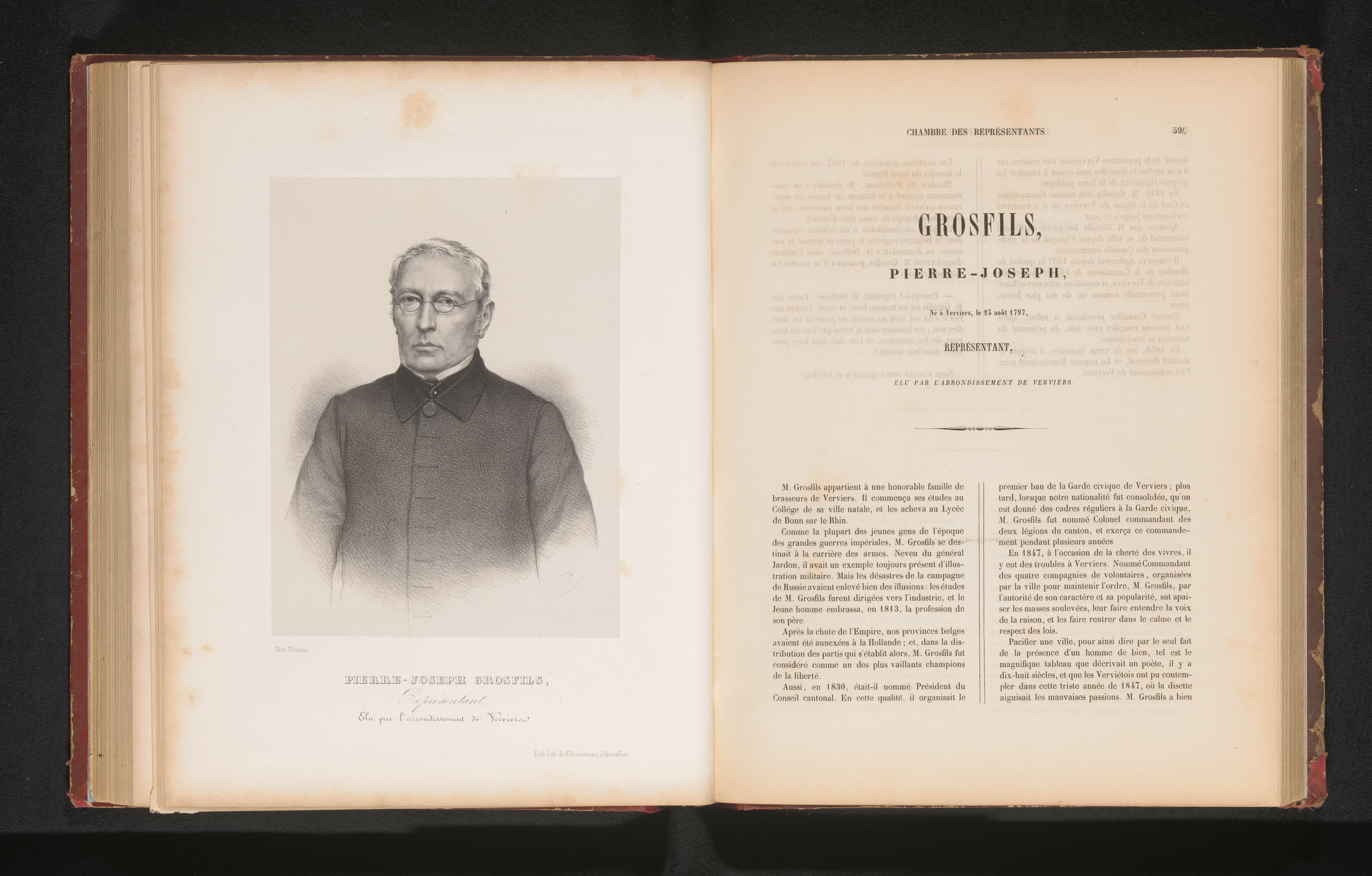
Pierre Grosfils-Gérard

Pierre Joseph Grosfils (Verviers, 21 augustus 1797 - 28 januari 1868) was een Belgisch volksvertegenwoordiger.

## Levensloop
Grosfils was een zoon van de brouwer Pierre Grosfils en Anne Jardon. Hij trouwde met Gertrude Gérard. Hij was eveneens brouwer.
Hij was gemeenteraadslid van Verviers van 1830 tot 1851 en 1854 tot 1866. Hij was provincieraadslid voor de provincie Luik van 1836 tot 1842.
In 1856 werd hij verkozen tot liberaal volksvertegenwoordiger voor het arrondissement Verviers en vervulde dit mandaat tot in 1866.